# Jon Foster
Jon Foster, pseudonimo di Jonathan Daniel Foster (Fairfield, 3 agosto 1984), è un attore statunitense, conosciuto per i suoi ruoli in The Door in the Floor (2004) e Stay Alive (2006).
È il fratello minore dell'attore Ben Foster.

## Filmografia

### Cinema
- Thirteen Days, regia di Roger Donaldson (2000)
- L'ultimo sogno (Life as a House), regia di Irwin Winkler (2001)
- Terminator 3 - Le macchine ribelli (Terminator 3: Rise of the Machines), regia di Jonathan Mostow (2003)
- The Door in the Floor, regia di Tod Williams (2004)
- Stay Alive, regia di William Brent Bell (2006)
- The Informers - Vite oltre il limite (The Informers), regia di Gregor Jordan (2008)
- I misteri di Pittsburgh (The Mysteries of Pittsburgh), regia di Rawson Marshall Thurber (2008)
- Tenderness, regia di John Polson (2009)
- Fault Line (2009)
- Pandorum - L'universo parallelo (Pandorum), regia di Christian Alvart (2009)
- Brotherhood, regia di Will Canon (2010)
- The Last Rites of Ransom Pride (2010)
- Mr. Jones, regia di Karl Mueller (2013)
- Tale padre (Like Father), regia di Lauren Miller Rogen (2018)

### Televisione
- Danny - serie TV, 9 episodi (2001)
- Martha M. - Diario di un omicidio (Murder in Greenwich) (2002) - Film TV
- Life as We Know It - serie TV, 13 episodi (2004-2005)
- Windfall - serie TV, 13 episodi (2006)
- Incinta per caso (Accidentally on Purpose) - serie TV (2009-2010)

## Doppiatori italiani
Nelle versioni in italiano delle opere in cui ha recitato, Jon Foster è stato doppiato da:
- Marco Vivio in Stay Alive, Rampart, The Informers - Vite oltre il limite, Mr. Jones
- Emiliano Coltorti in I misteri di Pittsburgh, Incinta per caso
- Fabrizio De Flaviis in The Door in the Floor, Windfall
- Riccardo Rossi in Thirteen Days
- David Chevalier in Life as We Know It
- Paolo Vivio in Tenderness
- Alessandro Capra in 9-1-1: Lone Star